# Quintín Lerroux
Quintín Lerroux es una serie de historietas creada por Pablo Velarde entre 1994 y 2008.

## Trayectoria editorial
Quintin Lerroux empezó a publicarse en "La Movida de Sevilla" y poco después, entre octubre de 1994 y julio de 1996,  en "Minimundo", un suplemento infantil del diario "El Mundo" y en 1995, en "El Gomeru".
En mayo de 1995, 1996 y 1997, fue recopilada por Camaleón Ediciones en forma de tres tebeos apaisados, como parte de su colección "El Extraño Camaleón".
Pablo Velarde la retomó en "Cocina Fácil" entre noviembre de 1997 y el verano de 2008.
Dude Comics la recopiló en dos prestigios en mayo y noviembre de 2001.

## Argumento y personajes
- Quintín Lerroux: es el protagonista. Se trata de un joven que trabaja en un periódico. Siempre llega tarde al trabajo y por ello sufre las iras de su jefe, Benito. Siempre viaja con su moto, "plata".

- Benito: se trata del jefe del periódico donde trabaja Quintín. Siempre anda echándole la bronca por llegar tarde, aunque Quintín no le hace ni caso.

- La madre de Quintín: al principio vivía con su hijo, pero un día se marchó a vivir a un hotel de lujo.

- Doña Emilia Vinagre: teóricamente es la empleada de Quintín, pero con su genio ha logrado ponerle firme. Aun así, tiene sus detalles: Fue ella quien compró a Quintín a su pollo, Lotario.

- Lotario: es el pollo de Quintín. Se lleva bien con su dueño, pero hay veces que Quintín se enfada con él porque le despierta por la madrugada con sus gritos.

- Horacio: es una amigo de Quintín. Regenta un bar y está en contra del sometimiento de Quintín por parte de Emilia.

Estas historietas suelen ir sobre temas, como que Quintín llega tarde al trabajo, recibiendo la bronca de su jefe; a veces la historia consiste en que Doña Emilia se enfada con Quintín, pero en la mayoría de ocasiones la historia es ajena a esta pauta.